# Heinrich Rumphorst
Heinrich Rumphorst (* 1934 in Berlin) ist ein deutscher Musikwissenschaftler und Kirchenmusiker im Bereich Gregorianik.

## Leben
Heinrich Rumphorst studierte von 1954 bis 1962 Griechisch und Latein an der Freien Universität Berlin und der Westfälischen Wilhelms-Universität Münster, wo er Anfang 1962 das erste Staatsexamen ablegte. Dem folgte die berufliche Tätigkeit als Lehrer an der deutschen Schule in Rom mit den Fächern Latein, Griechisch, Musik und bis 2000 als Koordinator am Canisius-Kolleg in Berlin.
Die sehr früh mit Klavier begonnene musikalische Ausbildung setzte er mit Orgel und Gesang während und nach dem Studium fort. Die in Gregorianischem Choral seit den frühen 1950er Jahren bei dem ehemaligen Benediktiner Anton Grönewäller begonnene Ausbildung erweiterte er ab 1971 durch die Einführung in die Semiologie bei den Benediktinern Liudger Sabottka und Martin Uhlenbrock, schließlich durch die Weiterbildung bei den von Godehard Joppich initiierten „Essener Kursen“.
1957 bis 1959 war Rumphorst Leiter der Schola Gregoriana der Katholischen Studentengemeinde Berlin, 1965 bis 2008 Leiter der Berliner Choralschola, 1979 bis 1991 Vizepräsident der Associazione Internazionale Studi di Canto Gregoriano (AISCGre), 1994 bis 2011 Vorsitzender ihrer deutschsprachigen Sektion und 1996 bis Januar 2023 Koordinator des internationalen „Arbeitskreises Melodierestitution“ der AISCGre.
1976 bis 1993 nahm er den Lehrauftrag für Gegorianischen Choral an der Hochschule der Künste Berlin wahr, 1996 bis 2001 an der Hochschule für Musik und Theater „Felix Mendelssohn Bartholdy“ in Leipzig.

## Publikationen
Heinrich Rumphorst ist Mitherausgeber des Graduale Novum Tomus I (2011) und Tomus II (2018) in der ConBrio Verlagsgesellschaft Regensburg und der Libreria Editrice Vaticana, seit 1985 Mitherausgeber der Zeitschrift Beiträge zur Gregorianik.
Die Festschrift zu seinem 80. Geburtstag enthält eine Liste der Aufsätze und Artikel bis 2015 und zusätzlich der Manuskripte zu siebenunddreißig Radiosendungen von 1990 bis 2013.
Von den späteren Aufsätzen wird hier ergänzt: Introitustext und Schriftquelle im Alten Testament (ohne Psalmen) – Ein Vergleich. In: Études Grégoriennes, XLIV, Solesmes 2017, S. 177–235.

## Auszeichnungen
- 1990: Komtur des Päpstlichen Silvesterordens
- 2009: Silberne Hedwigsmedaille des Erzbistums Berlin
- 2009: Orlando-di-Lasso-Medaille des Allgemeinen Cäcilien-Verbands
- 2023: Bundesverdienstkreuz am Bande[2]